# Чарльз Аллан Гілберт
Чарльз Аллан Гілберт (англ. Charles Allan Gilbert; більше відомий як К. Аллан Гілберт (англ. C. Allan Gilbert); 3 вересня 1873 — 20 квітня 1929) — американський ілюстратор. Гілберт особливо відомий завдяки малюнку під назвою «Марнота усе» (англ. All Is Vanity)[а]. У малюнку використано «подвійний образ» (або візуальний каламбур) — зображено сцену із жінкою, яка захоплюється собою в дзеркалі, але якщо дивитися на малюнок із відстані, то зображене нагадує людський череп (memento mori чи vanitas). Назва також є каламбуром, оскільки цей тип туалетного столика відомий як «марнота» (англ. vanity). Фраза «марнота усе» походить із Книги Екклезіяста, у ній говориться про марнославство та гордість людей[b].
Також Гілберт працював в анімації, і був художником із камуфляжу для Ради судноплавства США під час Першої світової війни.

## Біографія

«Марнота усе» (1892)

Гілберт народився в Гартфорді, штат Коннектикут. Він був наймолодшим із трьох синів Чарльза Едвіна Гілберта (англ. Charles Edwin Gilbert) і Вірджинії Юінг Крейн (англ. Virginia Ewing Crane). У дитинстві у нього були проблеми зі здоров'ям (обставини невідомі), в результаті чого він часто малював, щоб розважити себе.
У шістнадцять років він почав вивчати мистецтво у Чарльза Ноеля Флагга (англ. Charles Noel Flagg), офіційного художника штату Коннектикут, який також заснував Лігу студентів-художників Коннектикуту. 1892 року Гілберт вступив до Ліги студентів-художників Нью-Йорка, де він пробув два роки. 1894 року він переїхав до Франції на рік, там навчався у Жана-Поля Лорана (фр. Jean-Paul Laurens) та Жана-Жозефа Бенжамена-Констана (фр. Jean-Joseph Benjamin-Constant) в Академії Жуліана в Парижі.

## Кар'єра ілюстратора

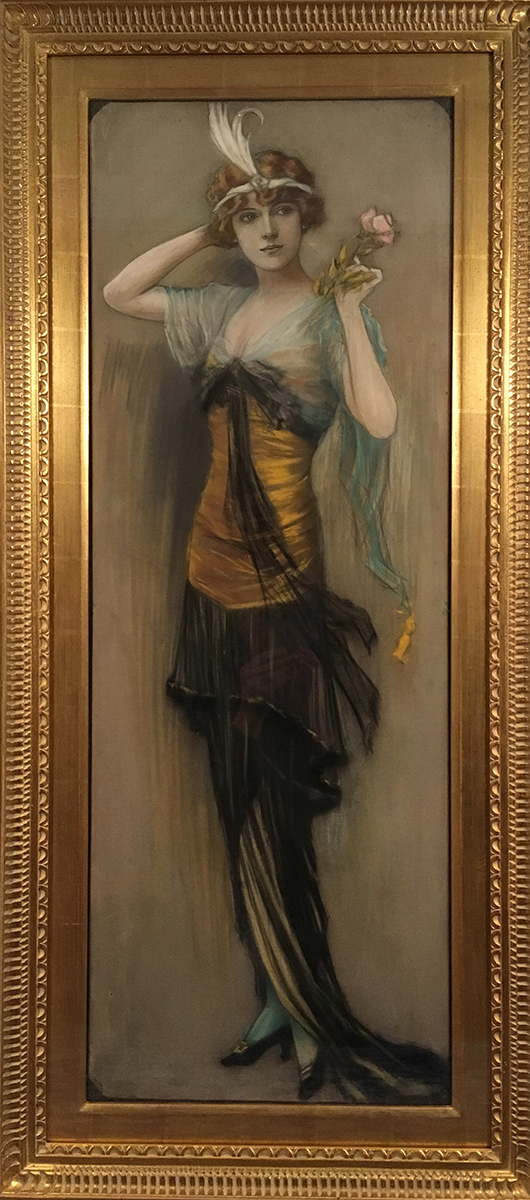
«Жінка з трояндою» (1920), К. Аллан Гілберт. Пастельний живопис

Повернувшись із Парижа, Гілберт оселився в Нью-Йорку, де розпочав активну кар'єру ілюстратора книг, журналів, плакатів і календарів. Його ілюстрації часто публікувалися у «Charles Scribner's Sons», «Harper's Magazine», «Atlantic Monthly» та інших провідних журналах. Малюнок «Марнота усе» він завершив ще раніше, коли був студентом Ліги, а популярним цей малюнок став із часу публікації у журналі «Life» 1902 року.
За час своєї художньої кар'єри Гілберт проілюстрував велику кількість книг, серед яких «Життя і Габріелла» Еллен Глазго (1916), «Душа єпископа» Герберта Веллса (1917), «Його Дочка» Гувернора Моріса (1919), «Епоха невинності» Едіт Вортон (1920) та «Ніжна Юлія» Бута Таркінгтона (1922). Він також опублікував збірки своїх власних малюнків, у тому числі «Підслухане у сім'ї Віттінгтон» (англ. Overheard in the Whittington Family), «Жінки з художнньої літератури» (англ. Women of Fiction), «Марнота усе» (англ. All is Vanity), «Медовий місяць» (англ. The Honeymoon), «Послання з Марса» (англ. A Message from Mars) і «У царстві краси» (англ. In Beauty's Realm).

## Праця аніматора
Як один із перших аніматорів, Гілберт працював на Джона Р. Брея (англ. John Randolph Bray) протягом 1915—1916 років на виробництві серії рухомих тіней, яка називалася «Силуетні фантазії» (англ. Silhouette Fantasies). Ці фільми стилю модерн, зроблені шляхом поєднання знятих силуетів з компонентами, намальовними чорнильним пером, були серйозними інтерпретаціями грецьких міфів.

## Художник із камуфляжу
Під час Першої світової війни Гілберт працював як художник із камуфляжу для Ради судноплавства США, як і інші відомі художники та ілюстратори, наприклад, МакКлелланд Барклай, Вільям МакКей та Генрі Ройтердаль. Як і вони, він також ілюстрував плакати для американських військових програм, таких як «Облігації свободи» (або «Займ свободи»).

## Пізніші роки
Протягом всього свого життя (і після смерті) Гілберт настільки сильно ототожнювався з малюнком «Марнота усе», що його іноді помилково вказують автором двох інших популярних подвійних образів: «Плітка: і Сатана також прийшов» (англ. Gossip: And Satan Came Also) і «Соціальний віслюк» (англ. Social donkey). Обидва малюнки зроблені іншим ілюстратором того ж часового періоду — Джорджем Возерспуном.
Гілберт продовжував жити в Нью-Йорку до кінця свого життя, але часто проводив літо на острові Монеган в штаті Мен. Він помер у Нью-Йорку від пневмонії у віці 55 років.

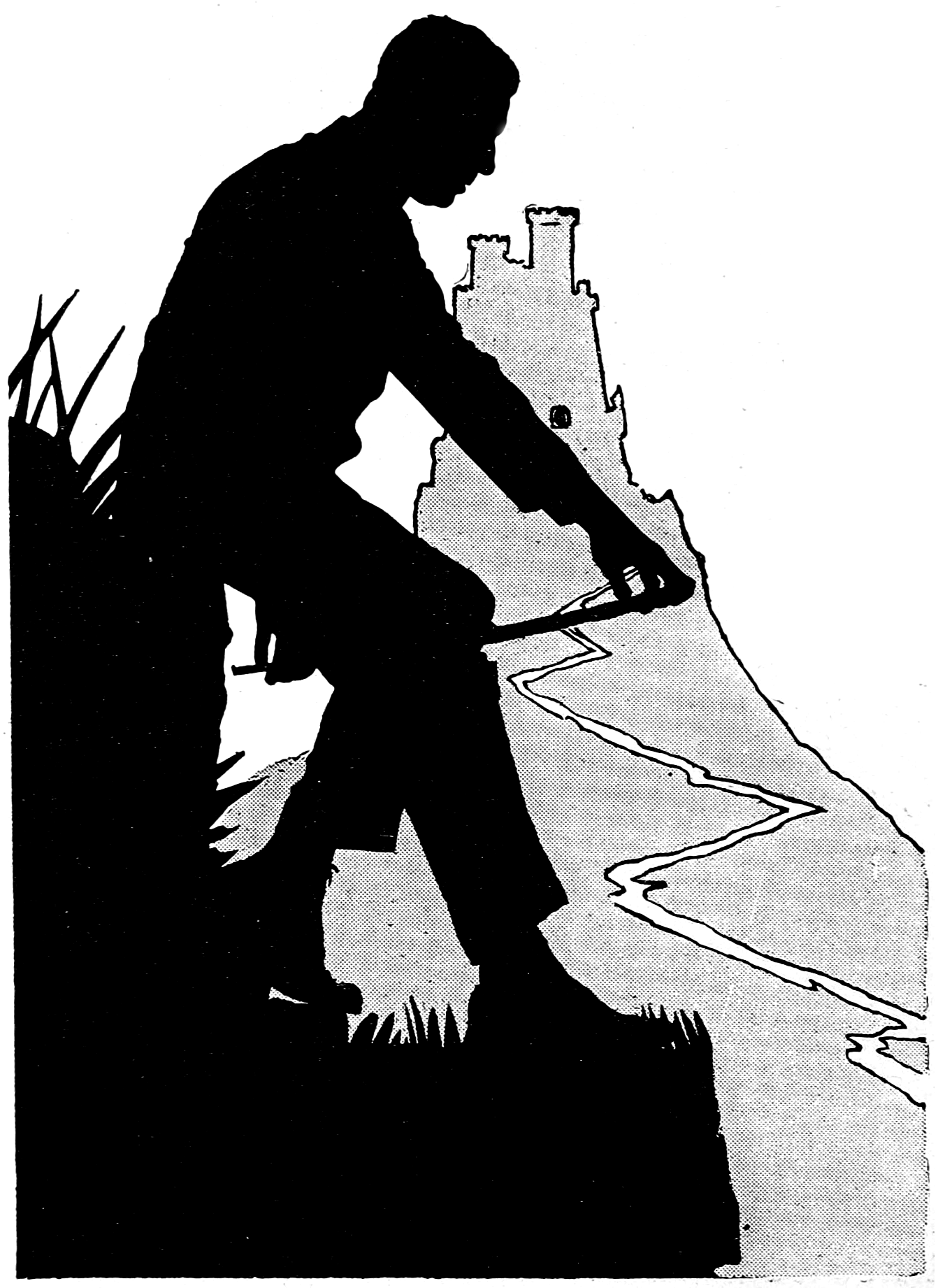
Силуетний автопортрет К. Аллана Гілберта. Опубліковано 1916 року
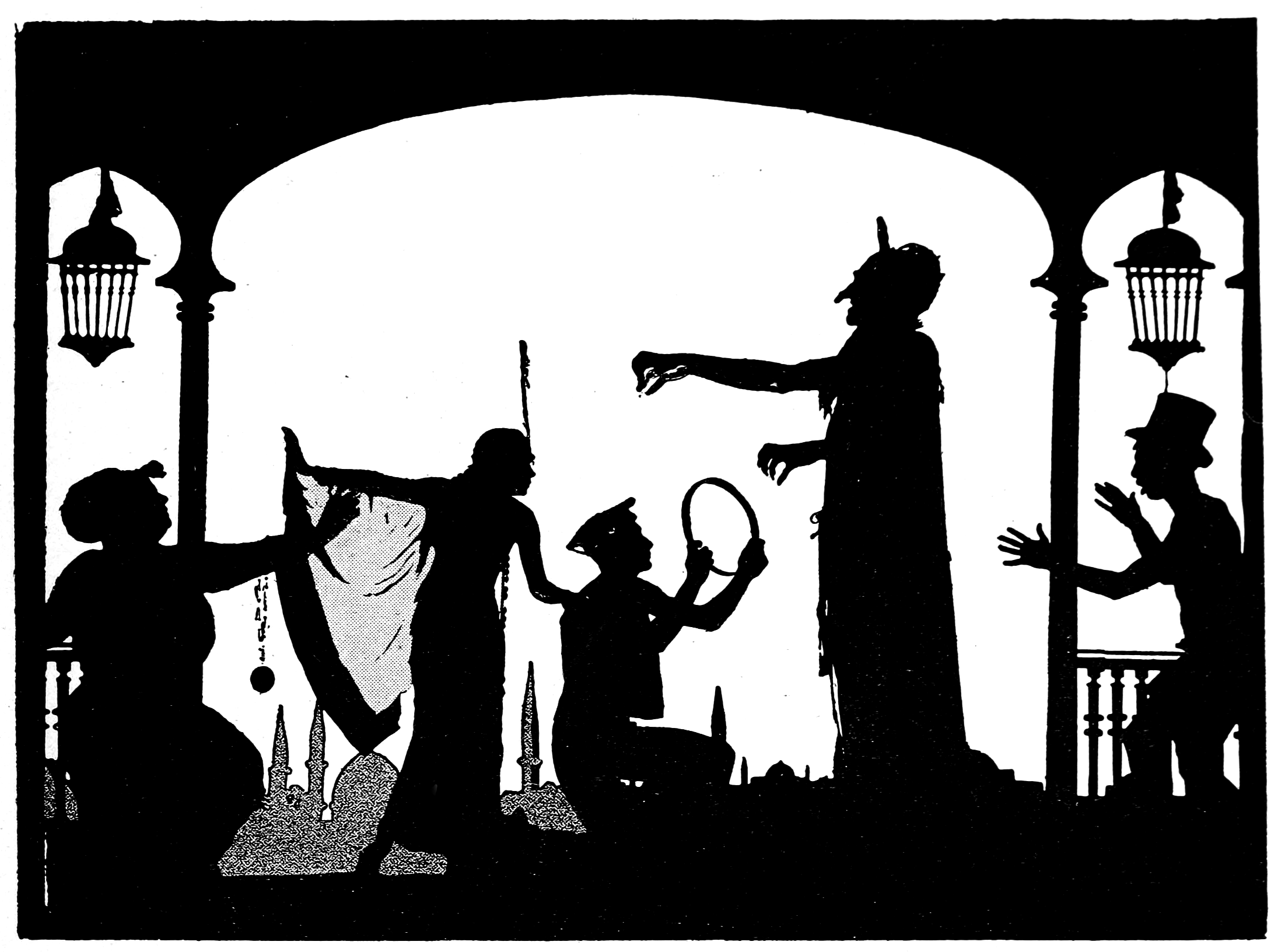
Силуети для анімаційного фільму 1916 року «Інбад-кравець» (англ. Inbad the Tailor)
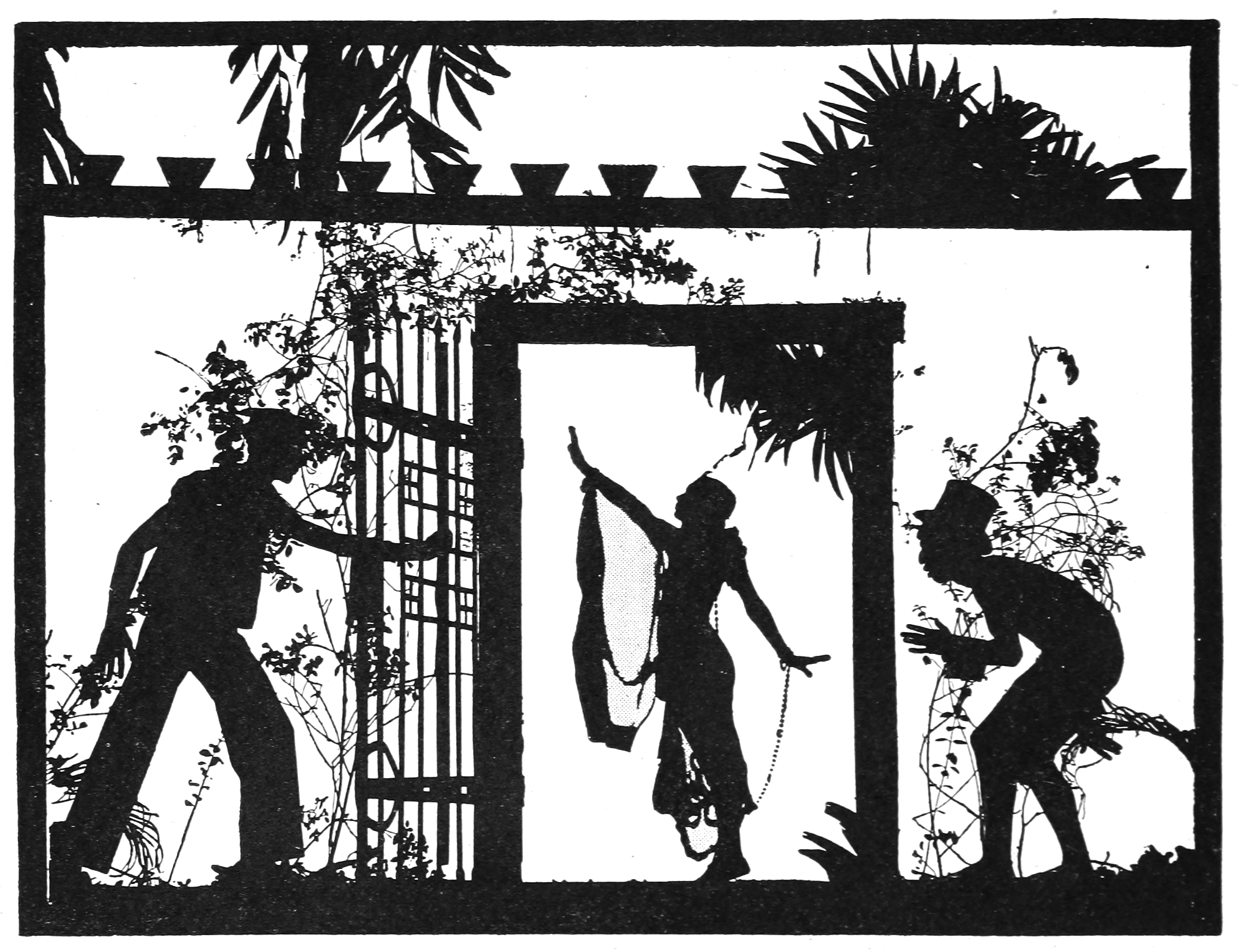
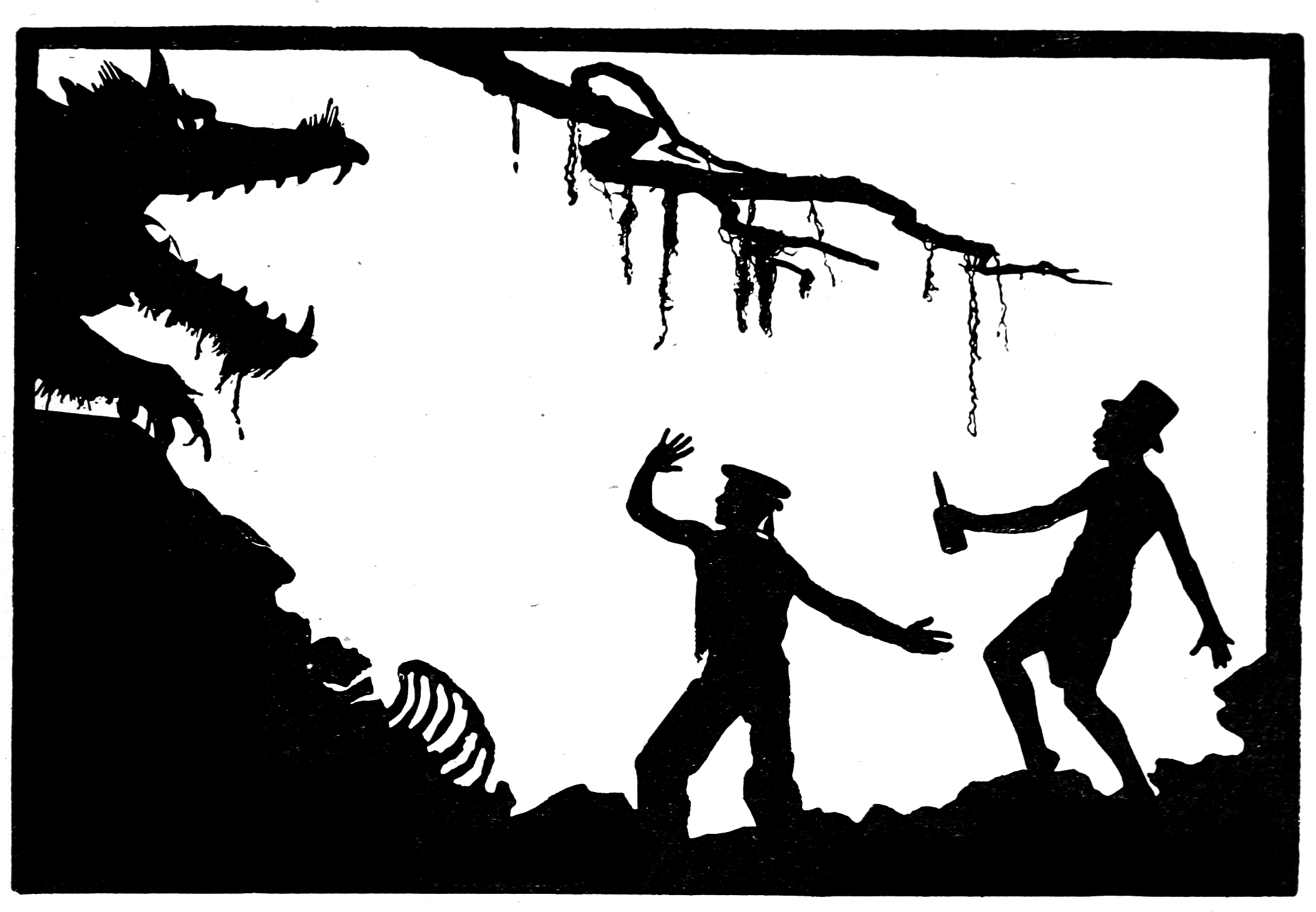
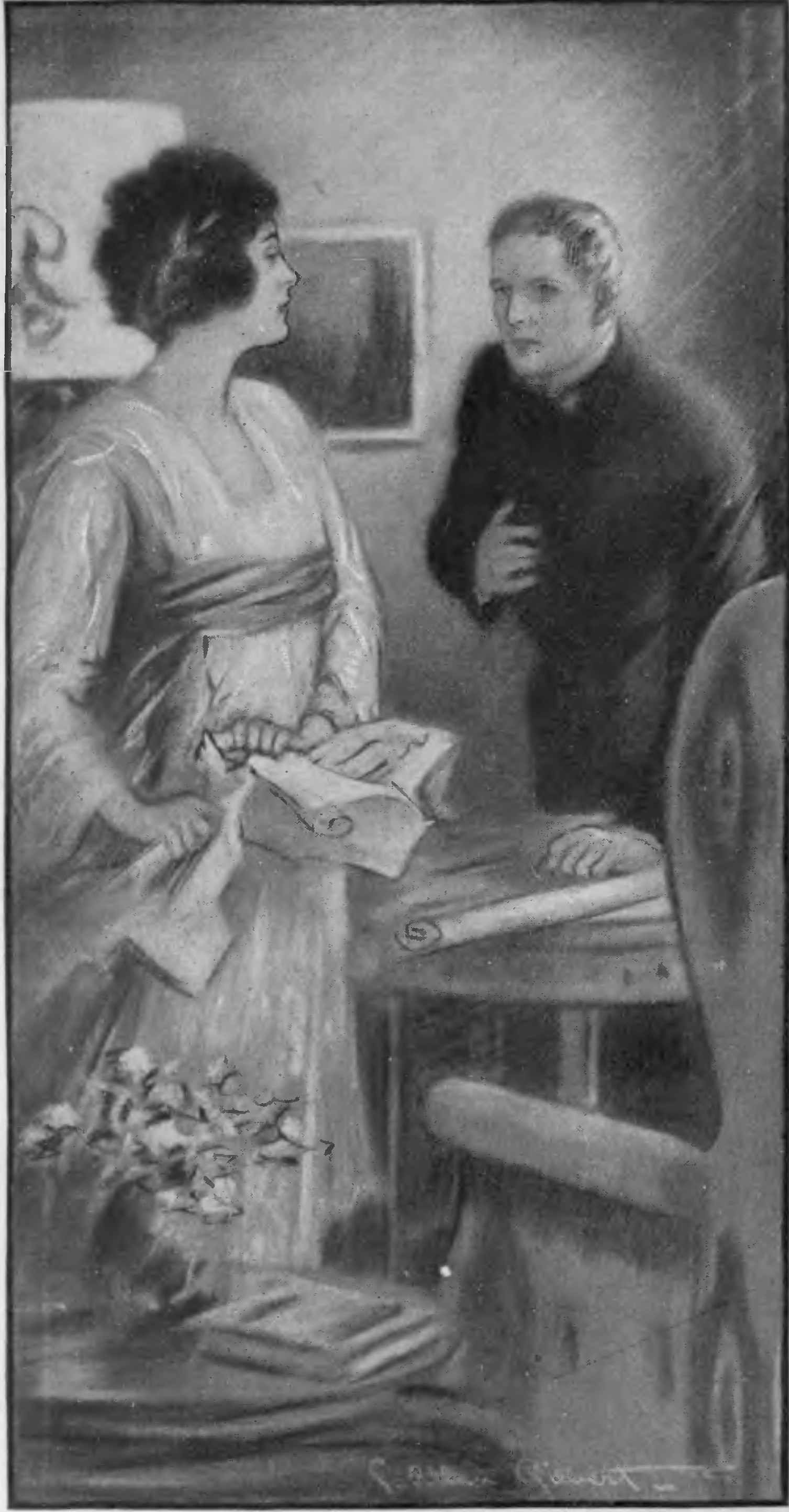
Ілюстрація до «Душа єпископа» Герберта Уеллса (1917)

## Виноски
1. 1 2  SNAC — 2010.
2. ↑  Зведений список імен діячів мистецтва — 2008.
3. ↑  «Charles Allan Gilbert» in John W. Leonard, ed., Who's Who in America. Vol 7, 1913, p. 800.
4. ↑  «'Girl of To-Day' Jury Famous For American Types» in New York Times, December 7, 1913, p. SM5.
5. ↑  Women of Fiction. Life’s Gilbert Calendar for 1906 (англ.) . Life. 1906. Архів оригіналу за 24 квітня 2019. Процитовано 03.02.2019. [Архівовано 2019-04-24 у Wayback Machine.]
6. ↑  Grant, John, Masters of Animation. New York: Watson Guptil, 2001, p. 49
7. ↑  Crafton, Donald, Before Mickey: The Animated Film 1898—1928. University of Chicago Press, 1993, p. 865
8. ↑  Bachman, Gregg, and Thomas J. Slater, eds., American Silent Film: Discovering Marginalized Voices. Carbondale: South Illinois University, 2002, pp. 261–262
9. ↑  «U.S. Shipping Board» in Roy R. Behrens, Camoupedia: A Compendium of Research on Art, Architecture and Camouflage. Dysart, Iowa: Bobolink Books, 2009
10. ↑  George A. Wotherspoon, Gossip: And Satan Came Also (англ.) . pinterest.com. Процитовано 03.02.2019.
11. ↑  George Wotherspoon Vintage Satirical Optical Illusion Print of Society Copyright 1906 (англ.) . rubylane.com. Архів оригіналу за 24 квітня 2019. Процитовано 03.02.2019.